# Liquidus

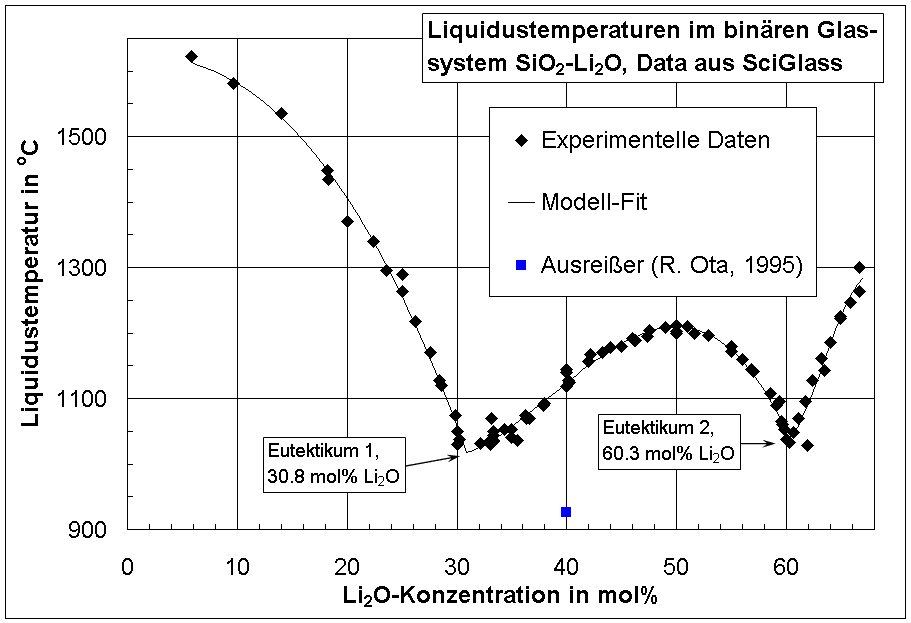
De liquidus van siliciumdioxide en lithiumoxide met twee eutecticums.

De liquidus is in de thermodynamica een lijn in een fasediagram, die temperaturen en drukken met elkaar verbindt waar een oplossing van twee of meerdere componenten zich geheel in de vloeibare fase bevindt. Aangezien temperatuur normaal gesproken op de verticale as staat, betekent dit dat het gebied boven de liquidus geheel gesmolten is, terwijl er onder de liquidus ook vaste fasen voorkomen.